# Classification d'un polymère
Pour un article plus général, voir Polymère.
 (janvier 2022).
Si vous disposez d'ouvrages ou d'articles de référence ou si vous connaissez des sites web de qualité traitant du thème abordé ici, merci de compléter l'article en donnant les références utiles à sa vérifiabilité et en les liant à la section « Notes et références ».
 (août 2025).
En chimie macromoléculaire, la classification d'un polymère est la façon de classifier les polymères — macromolécules constituées d'unités structurelles répétitives — selon un critère. Ainsi, il est notamment possible de classifier les polymères selon leur origine, la composition chimique de leur chaîne squelettique, leur masse molaire moyenne, le nombre de type d'unités répétitives, leurs propriétés thermomécaniques, etc.

## Selon leur origine

L'ADN est un biopolymère ou polymère naturel.

- Polymères naturels : biopolymères : ce sont des polymères formés par les organismes vivants[1] ;
- Polymères artificiels : ces polymères sont obtenus par modification chimique d'un polymère naturel d'origine :
  - végétale : la cellulose est extraite, entre autres, du bois et du coton puis transformée en esters de cellulose, éthers de cellulose, etc. ;
  - animale : la caséine du lait mélangée au formaldéhyde donne la Galalithe,
- Polymères synthétiques : polymères préparés par polymérisation de molécules monomères : polystyrène, polyisoprène synthétique, etc.

## Selon la composition chimique de leur chaîne squelettique
Un polymère peut être :
- organique ;
- inorganique : les polymères inorganiques sont des polymères dont le squelette ne comporte pas d'atomes de carbone ;
- hybride : les polymères hybrides sont des polymères qui comprennent des composés organiques et inorganiques.

Un polymère peut être aussi :
- homo-chaînes : un polymère homo-chaîne a une chaîne principale construite avec les atomes d'un seul élément ;
- hétéro-chaînes : un polymère hétéro-chaîne a une chaîne principale construite avec les atomes de plus d'un type d'éléments.

Exemples de polymères organiques homo-chaînes carbone-carbone :
- les polyoléfines (ou polyalcènes)
- les polyalcadiènes polymères de diènes : 
  - le polybutadiène (BR) et ses copolymères : polybutadiène hydroxytéléchélique (PBHT), poly(acrylonitrile-co-butadiène) (NBR, « caoutchouc nitrile »), poly(styrène-co-butadiène) (SBR), poly(styrène-bloc-butadiène) (SBS), poly(acrylonitrile-co-butadiène-co-styrène) (ABS),
  - polyisoprène synthétique (IR), polychloroprène (CR), poly(styrène-co-acrylonitrile) (SAN), polyacétylène (PAC), poly(isobutène-co-isoprène) (IIR, « caoutchouc butyle »),
- les polymères acryliques :
  - polyacryliques : [(ROCO)CHCH2]n : poly(acide acrylique) (PAA), polyacrylates, polyacrylamide (PAM), poly(acrylates d'alkyles) (poly(acrylate de méthyle) (PMA), poly(acrylate d'éthyle) (PEA), poly(acrylate de butyle) (PBA)),
  - polyméthacryliques : [(ROCO)C(Me)CH2]n : poly(acide méthacrylique) (PMA) et polyméthacrylates,
- les polymères vinyliques :
  - polyvinyléthers : [ROCHCH2]n : polyvinyle méthyle éther (PMVE), polyvinyle éthyle éther, polyvinyle isobutyle éther,
  - polyvinylalcools : alcool polyvinylique (PVAL) [HOCHCH2]n,
  - polyvinylcétones : [RCOCHCH2]n : polyvinyle méthyle cétone,
  - polyvinyles halogénés : [CR2CR2]n avec R pouvant être un H ou un X (halogène) : 
    - polyvinyles chlorés : poly(chlorure de vinyle) (PVC), poly(chlorure de vinyle) surchloré (PVC-C), poly(chlorure de vinylidène) (PVDC),
    - polyvinyles fluorés : polytétrafluoroéthylène (PTFE), poly(fluorure de vinyle) (PVF), poly(fluorure de vinylidène) (PVDF), éthylène tétrafluoroéthylène (ETFE), perfluoroalkoxy (PFA),

  - polyvinyles nitrilés : polyacrylonitrile (PAN) [NCCHCH2]n,
  - polyvinylesters : [RCOOCHCH2]n : poly(acétate de vinyle) (PVAc),
  - polyvinylacétals : poly(butyral vinylique) (PVB), poly(formal vinylique), poly(acétal vinylique),
  - polyvinylpyridine,
  - polyvinylpyrrolidone (PVP),
- les polymères styréniques,
- les polyarylènealkylènes : [Ar-(CH2)]n…

Exemples de polymères organiques hétéro-chaînes carbonées-hétéroatome : les familles de polymères les plus connues sont listées ci-dessous selon le groupe fonctionnel constituant leur chaîne squelettique : 
- oxygène : polyéthers, polyesters, polycarbonates, polyanhydrides ;
- azote : polyamines, polyimines, polyamides, polyurées, polyimides ;
- oxygène-azote : polyuréthanes ;
- oxygène-soufre : polysulfones…

## Selon leur masse molaire moyenne
Pour qu’un polymère aient des propriétés mécaniques intéressantes[C'est-à-dire ?], il faut que sa masse molaire moyenne atteint et dépasse une certaine valeur critique. Cette valeur dépend de la nature du polymère, mais elle est approximativement située entre 2 000 et 10 000 g/mol. Au-dessous de cette valeur, on parle d'oligomère.

## Selon le nombre de type d'unités répétitives

### Homopolymères
Les homopolymères sont des polymères composés d'un seul type d'unité répétitive. La présence d'une seule unité résulte le plus souvent de la polymérisation d'un seul type de monomère : polyéthylène, polystyrène, etc.

### Copolymères
Les copolymères sont des polymères composés d'au moins deux types d'unités répétitives. Ces matériaux possèdent des propriétés physico-chimiques et mécaniques intermédiaires avec celles obtenues sur les homopolymères correspondants : ABS…

## Selon leurs propriétés thermomécaniques

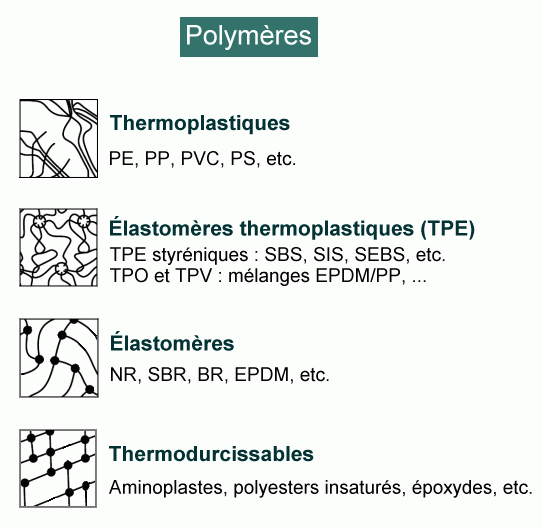
Types de polymères.

### Thermoplastiques
Les polymères thermoplastiques sont des polymères linéaires (ou monodimensionnels), issus de la polymérisation de monomères bivalents. Les unités monomères sont liées de façon covalente. Ils deviennent malléables quand ils sont chauffés, ce qui permet leur mise en forme.

### Thermodurcissables
Les polymères thermodurcissables durcissent de façon irréversible sous l'action de la chaleur et/ou par ajout d'un réactif, les liaisons covalentes se développent dans les trois dimensions, ce sont des polymères tridimensionnels.

### Élastomères
Selon le type de réticulation, les élastomères sont classés en deux familles :
- élastomères thermodurcissables : faible réticulation avec des liaisons covalentes ;
- élastomères thermoplastiques (TPE) : faible réticulation avec des liaisons non covalentes comme les liaisons hydrogène.

## Selon l'architecture de leur chaîne
Selon le type d'enchaînement des unités répétitives, les polymères peuvent être classés en :
- polymères linéaires ;
- polymères ramifiés ;
- polymères réticulés[C'est-à-dire ?].

## Selon leur état physique
Un polymère peut se présenter à température ambiante à l'état liquide (plus ou moins visqueux) ou solide.

## Selon leur cristallinité
- Polymères amorphes : cas le plus fréquent.
- Polymères semi-cristallins.

Le tableau suivant compare ces deux familles de polymères. 
| Paramètres                            | Polymères amorphes                                                         | Polymères semi-cristallins |
| ------------------------------------- | -------------------------------------------------------------------------- | --- |
| Structure du polymère                 | Inorganisés : chaînes très ramifiées, désordonnées ou en pelotes           | Organisées : chaînes alignées, ordonnées et symétriques                                                                                        |
| Propriétés mécaniques                 | Tenue au fluage et au choc, difficile à étirer (peu de fibres ou de films) | Résistance à la fatigue dynamique, bonnes propriétés d'écoulement (possibilité de fabriquer des fibres et des films)                           |
| Propriétés optiques                   | Transparents quand ils ne sont pas modifiés, chargés ou colorés            | Translucides ou opaques |
| Propriétés thermiques                 | Ramollissement progressif par élévation de température                     | Intervalle de point de fusion étroit qui permet une transition rapide de l'état solide ou pâteux à l'état fluide, par élévation de température |
| Propriétés chimiques                  |                                                                            | Bonne tenue chimique en particulier aux hydrocarbures et solvants                                                                              |
| Domaine de température d'utilisation  | < ou > Tv (température de transition vitreuse)                             | < Tf (température de fusion) |
| Domaine de température de déformation | > Tv                                                                       | > Tf |
| Exemples                              | PMMA, polycarbonate de bisphénol A, PS et ses copolymères                  | PE, PPi, PA |

## Selon le nombre de liaisons entre les unités constitutives

### Polymères monocaténaires
Pour les polymères monocaténaires, les unités constitutives adjacentes sont connectées entre elles par deux atomes, un d'un côté et un de l'autre côté de chaque unité constitutive.

### Polymères bicaténaires
Pour les polymères bicaténaires, les unités constitutives adjacentes sont connectées entre elles par trois ou quatre atomes, deux d'un côté et un ou deux de l'autre côté de chaque unité constitutive.

### Polymères spiraniques
Pour les polymères spiraniques, les unités constitutives adjacentes sont connectées entre elles par trois atomes, deux d'un côté et un de l'autre côté de chaque unité constitutive.

### Polymères en échelle
Pour les polymères en échelle, les unités constitutives adjacentes sont connectées entre elles par quatre atomes, deux d'un côté et deux de l'autre côté de chaque unité constitutive.

### Polymères multicaténaires
Pour les polymères multicaténaires (n-caténaires), les unités constitutives adjacentes sont connectées entre elles par plus de quatre atomes, plus que deux sur au moins un côté de chaque unité constitutive.

## Selon l'aromaticité de leur chaîne squelettique
- Polymères aliphatiques : fabriqués à partir de monomères aliphatiques.
- Polymères semi-aromatiques : fabriqués à partir d'un mélange de monomères aliphatiques et aromatiques.
- Polymères aromatiques (les polyaromatiques) : fabriqués à partir de monomères aromatiques.

L'augmentation de l'aromaticité des polymères augmente leur résistance :
- mécanique : chocs, usure, fluage, frottements, etc. ;
- thermique : 
  - diminution du coefficient de dilatation, d'où la diminution du retrait au moulage,
  - augmentation de la résistance au feu,
  - augmentation de la température de transition vitreuse,
  - augmentation de la température de dégradation ;
- chimique : solvants…

Les polymères semi-aromatiques ont des températures de fusion élevées donc leur mise en œuvre se fait à des températures plus élevées que celles utilisées pour les polymères aliphatiques. 
Les polymères aromatiques n'ont généralement pas de point de fusion ce qui rend leur mise en œuvre encore plus difficile.

## Selon la stéréosélectivité
Concerne uniquement les polymères résultants d'une polymérisation en chaîne[style à revoir]. Les polymères peuvent avoir les tacticités suivantes :
- Polymères stéréo-irréguliers ou atactiques : les substituants sont positionnés aléatoirement.
- Polymères stéréoréguliers :
  - polymères isotactiques : tous les substituants sont du même côté de la chaîne ;
  - polymères syndiotactiques : les substituants sont répartis alternativement d'un côté et de l'autre de la chaîne.

## Selon la régiosélectivité
Concerne uniquement les polymères résultants d'une polymérisation en chaîne[style à revoir]. L'enchaînement des motifs peut se faire en :
- Tête à queue : CH2-CH-R - CH2-CH-R : cas le plus fréquent.
- Queue à queue : R-CH-CH2 - CH2-CH-R.
- Tête à tête  : CH2-CH-R - R-CH-CH2.

## Selon l'isomériecis-trans
Concerne uniquement les polymères résultants de la polymérisation des 1,3-diènes[style à revoir]. Les polymères peuvent être cis, trans ou une combinaison des deux.  

## Selon leur charge ionique
- Polymères non chargés : cas le plus fréquent.
- Polymères ioniques.

## Selon leurs propriétés électriques
- Polymères isolants : cas le plus fréquent.
- Polymères semi-conducteurs.
- Polymères conducteurs.

## Selon leurs propriétés thermiques
- Polymères thermolabiles : cas le plus fréquent.
- Polymères thermostables.

## Selon leurs propriétés optiques
- Polymères opaques.
- Polymères translucides.
- Polymères transparents : verres organiques : polycarbonate de bisphénol A, polyméthacrylate de méthyle.